# Miquel Bultó Just
Miquel Bultó Just   (l'Espluga de Francolí, 3 de juliol de 1942 - l'Espluga de Francolí, 7 de juliol de 2020) va ser un dibuixant de còmics.

## Biografia
Miquel Bultó va néixer el 3 de juliol de 1942 a l’Espluga de Francolí, als anys setanta del segle xx, va anar a viure i a treballar de cambrer a l'àrea metropolitana de Barcelona, en aquesta època va descobrir el món del còmic i conegué a Joan Boix autor de còmics, que ja treballava per editorials de l'estat espanyol i de la resta d'Europa. L'aprenentatge com a dibuixant de còmic el va fer a l'StudioBoix de Badalona fundat per Joan Boix, al cap de pocs mesos d'iniciar la seva formació ja va rebre els primers encàrrecs professionals. En còmic eròtic va dibuixar a la revista Rambla. Comikaze (1990), als números, 4,5 i 6. Judia Verde (1993) als números, 73,76,86,87,88 i 89.
Pel mercat alemany va dibuixar a partir del número sis la sèrie Nick Sonderband de Hansrudi Wäscher. D'altres col·laboracions foren amb l'estudi i agència de producció de còmics comicon-barcelona.
Per la seva ciutat natal Espluga de Francolí va il·lustrar els programes de la festa major dels anys 1985 i 1997. El 2021 el programa de la festa major per tal de retre-li homenatge es va fer amb una composició de parts d'originals de l’il·lustrador. Miquel Bultó a morir el 7 de juliol del 2020 a l'edat de setanta-vuit anys, quant residia a la carretera de Poblet a  l’Espluga de Francolí.